# Groovy
Groovy — об'єктно-орієнтована динамічна мова програмування, що працює в середовищі JRE. Мова Groovy запозичила деякі корисні якості Ruby, Haskell і Python, але створена для роботи всередині віртуальної машини Java (JVM) і підтримує тісну інтеграцію з Java програмами.  За роки існування Groovy навколо цієї мови сформувалася екосистема з пов'язаних проєктів, таких як MVC вебфреймворк Grails, swing-орієнтований фреймворк Griffon, системи збирання Gant і Gradle, інструментарій для інтеграції з Google App Engine - Gaelyk, система паралельного програмування Gpars, тестовий комплект Spock, інструменти для контролю якості CodeNarc і GMetrics.
Оскільки Groovy працює в середовищі JRE, то саме Java є основним так би мовити конкурентом. Розробники недвозначно акцентують увагу в різноманітних описах на тому, що дана мова дуже схожа на Java і використовує її інфраструктуру, відповідно потребує мінімум зусиль для вивчення.

## Ключові особливості
- Безшовна інтеграція з Java
- Висока швидкість розробки

Groovy є більш високорівневою мовою програмування у порівнянні з Java, а отже розробка на ньому зазвичай відбувається швидше. Цьому сприяють перш за все динамічна природа мови, а по-друге, наявні елементи функційного програмування, зокрема замикання.
- Функційна спрямованість

Саме цьому аспекту мови розробники надають один з найбільших пріоритетів. Нові можливості з'являються досить регулярно.
- Режим статичної компіляції для забезпечення підвищеної продуктивності для критичних до швидкості виконання ділянок коду.

## Застосування
Останнім часом[коли?] Groovy разом з Grails стали дуже популярними технологіями на Заході[джерело?]. Приймаючи рішення про те, чи варто використовувати їх у якомусь конкретному випадку потрібно пам’ятати про динамічну спрямованість мови і використовувати там, де потрібно використовувати саме динамічні мови. Там де потрібна надійність або значна швидкодія рекомендується використовувати статичні мови, зокрема Java чи Scala. Адже відомо, що зробити помилку при розробці в першому випадку значно легше[джерело?].